# 琴澳民生專線
琴澳民生跨境專線，全稱橫琴號-琴澳民生專線，是一條往返澳門特別行政區澳門半島澳門街坊總會（青洲坊）至廣東省橫琴粵澳深度合作區的跨境客運路線，由橫琴粵澳深度合作區民生事務局管理、小可樂科技承運，僅在周末、琴澳公眾假期及橫琴當地大型文旅會展活動舉辦期間營運。

## 歷史及背景
- 為慶祝澳門回歸祖國22周年以及「粵澳共此時」花海歡樂季活動同時舉行，便利澳門居民於假日到橫琴旅遊，深合區民生事務局聯同小可樂科技，於2021年12月18日至21日、12月24日至27日、2022年1月1日至3日期間，本線以試營運方式開設，於週末及琴澳公眾假期期間試行，便利兩地居民免費往來琴澳主要居民區及旅遊景點。[1][2][3][4]

- 2022年1月14日，為配合珠海市COVID-19疫情防控要求，本線暫停服務。[5]

- 2022年10月，珠海市公共資源交易中心發佈《橫琴粵澳深度合作區民生事務局開通琴澳民生專線競爭性磋商公告》，公告顯示，橫琴粵澳深度合作區民生事務局擬開通本線，逢節假日及合作區大型文化、體育、旅遊、會展活動舉辦期間運行。[6]

- 2022年12月24日，本線正式開辦，專線將按照「分段式+環線式」運行，整體分為「澳門段」以及「合作區段」。「澳門段」取消停靠沙梨頭工聯大廈，改停靠澳門新葡京酒店。[7][8]

- 2023年1月春節假期期間，深合區開通橫琴號本線春節班次，1月22、28、29、2月4、5日運行，走線從澳門街坊總會至橫琴花海長廊，途經橫琴多個熱門地點，每日10個班次。深合區民生事務局亦鼓勵從澳門出發乘坐本線的乘客於「勵駿龐都廣場」侯車點轉乘「煙花匯演專線」。[9][10]

- 2023年2月18日及19日，因應橫琴天沐河草地音樂節舉行，本線往返程新增停靠天沐河遊艇公園方便相關人士往返澳門市區。[11]

- 2023年3月24日至26日，配合澳門·橫琴藝墟舉辦，本線提供服務，橫琴方總站調整至位於橫琴長隆富祥河畔的舉辦場地。[12]

- 2023年4月15日，配合由深合區經濟發展局主辦的青春向未來·縱'琴'歡樂音樂節舉行，本線於當天調整行程，途經橫琴口岸辦理出入境手續後，改為直接往返活動場地，去程服務時間為10:00／12:00／13:00／14:00／15:00／17:00；返程服務時間為18:00／19:00／20:00／21:00／22:35／22:45。[13]

- 2023年6月22日，本線特別加開端午假期班次，澳門→橫琴：11:00／15:00；橫琴→澳門：14:00／19:00。同時新增停靠「天星里（天沐河公園）」站。[14]

- 2023年7月暑假期間，本線班次增加至每日8個。[15]

- 2024年8月31日至9月29日期間，跨境線往橫琴方向延長至“長隆橫琴灣酒店”站為總站。[16]

## 路線資料

### 服務時間
| 澳門街坊總會（青洲坊） （開出時間） | 橫琴鎮（立體停車場） （開出時間） |
| ----------------------------------- | --------------------------------- |
| 10:00、11:00、14:00、15:00          | 13:00、14:00、18:00、19:00        |
| 只於例假日及琴澳公眾假期提供服務    |                                   |

### 停靠站點
- 本線分為“澳門段”和“合作區段”，“澳門段”於青洲坊、澳門新葡京酒店及氹仔中央公園（原站點於奧林匹克大馬路近花城一帶）設立三個臨時停靠站點；“合作區段”以深合區內的主要居民区域及大型活动地点，包括勵駿龐都廣場、中央汇、K2荔枝湾、华发首府、保利国际广场、中海名钻等，另外將橫琴國際網球中心、長隆海洋王國、創新方等作备选停靠站点。[17]

| 琴澳民生專線             | 澳門街坊總會社區綜合服務大樓（青洲坊） ↔ 橫琴立體停車場 | 澳門街坊總會社區綜合服務大樓（青洲坊） ↔ 橫琴立體停車場 |
| 往橫琴方向编號           | 站名                                                    | 往澳門方向编號                                          |
| 1                        | 澳門街坊總會社區綜合服務大樓 （青洲坊）                 | 6                                                       |
| 2                        | 澳門新葡京酒店                                          | 5                                                       |
| 3                        | 氹仔中央公園／成都街                                    | 4                                                       |
| 4                        | 澳門口岸區（H2） 第7/8/9卡位                            | 3                                                       |
| ↑ 澳門/ ↓ 中国（廣東省） |                                                         |                                                         |
| 5                        | 橫琴口岸 （南二門二樓：入境；南二門一樓：出境）         | 2                                                       |
| 6                        | 花海長廊1號驛站                                         | ↑                                                       |
| 7                        | 澳門新街坊                                              | ↑                                                       |
| 8                        | 下村                                                    | ↑                                                       |
| 9                        | 保利中心臨時站                                          | ↑                                                       |
| 10                       | 勵駿龐都廣場                                            | ↑                                                       |
| 11                       | 濠江路口（創意谷）                                      | ↑                                                       |
| 12                       | 橫琴新家園                                              | ↑                                                       |
| 13                       | 橫琴客運碼頭                                            | ↑                                                       |
| 14                       | 長隆橫琴灣酒店                                          | ↑                                                       |
| ─                        | 橫琴立體停車場（出口）                                  | 1                                                       |

## 琴澳民生專線-活動特別路線
除了“橫琴號”琴澳民生跨境專線，深合區民生事務局聯同承運商小可樂科技於深合區舉行大型文旅、會展、音樂會等活動舉行期間，安排免費特別專線方便乘客從珠海市區（香洲區）、橫琴口岸周邊等區域往返活動場地。

### 特別專線開辦沿革
- 2022年12月24日，因應“2023粤澳璀璨光影秀”舉行，於民生專線基礎下開辦“光影秀及美食節專線”，由橫琴口岸至活動場地勵駿龐都廣場。[18]

- 2023年1月22日（大年初一）21:00至21:15，合作區民生事務局於金融島對開海面舉行農曆新年煙花匯演。“橫琴號”開通煙花匯演免費專線，線路覆蓋勵駿龐都廣場、橫琴長隆至橫琴金融島，以及富華里、珠海體育中心至珠海國際會展中心的專線，兩個觀演區分別位於珠海國際會展中心及金融島。[19][20]
- 2023年2月18日至19日，配合橫琴天沐河草地音樂節舉行，新增橫琴環島線往返橫琴口岸及音樂節活動場地橫琴賽艇公園，途經勵駿龐都廣場及創新方，去程服務時間為14:30至19:00；回程服務時間為22:00至23:20；班次每10分鐘一班。另新增需預約乘坐的大學城線，往返活動場地至北京理工大學珠海學院及北京師範大學珠海校區。[21]
- 2023年3月24日至26日，澳门·横琴艺墟於长隆海洋王国富祥河畔舉行，環島線再度提供服務，無需預約，來回途經濠江路口（創意谷）、橫琴新家園、橫琴醫院及橫琴客運碼頭。往長隆方向服務時間為14:00-21:30，每半小時一班；往橫琴口岸方向服務時間為20:15至22:30，每15分鐘一班。[22]
- 2023年4月15日，配合青春向未来·纵'琴'欢乐音乐节於横琴长隆5号停车场舉行，除調整琴澳跨境線行程外，另新增橫琴環島線、富華里‧南屏華發商都線、體育中心直通線及大學城線。[13][23]
- 2023年7月7日、以及7月15至8月26日每周六，配合“横琴天沐河2023盛夏音乐会”在横琴天沐河赛艇公园举行，新增免費接驳专线方便乘客由橫琴口岸往返活動場地，途經勵駿龐都廣場及創新方。[24]
- 2023年9月28日至10月3日，為慶祝橫琴粵澳深度合作區成立兩周年，由深合區民生事務局主辦的“第2屆横琴天沐河水舞光影秀”在橫琴天沐河賽艇公園舉行，深合區民生事務局開設免費接駁專線由橫琴口岸來回活動場地，途經勵駿龐都廣場及創新方。[25][26]
- 2024年6月29日至8月18日，逢周六、日橫琴天沐河賽艇公園舉行“盛夏音樂會”活動期間，臨時增設跨境線及橫琴線往返活動場地。[27]

### 橫琴號琴澳民生大型活動專綫列表
| 服務日期 （活動名稱）                                                                                              | 路線                             | 起訖點                 | 起訖點 | 起訖點               | 起訖點               | 中途停靠站點 | 總站開出時間 | 班距                                                        |
| --- | -------------------------------- | ---------------------- | ------ | -------------------- | -------------------- | --- | --- | ----------------------------------------------------------- |
| 2022年12月24日-2023年1月1日 （「2023粵澳璀璨光影秀」 與 「澳門國際文化美食節（橫琴站）暨第三屆粵澳文化美食巡禮」） | 光影秀及美食節專線               | 橫琴口岸（南二門）     | ↔      | 勵駿龐都廣場         | 勵駿龐都廣場         | 往勵駿龐都廣場方向：橫琴口岸（南二門）→華融琴海灣-西門→勵駿龐都廣場→濠江路口（創業谷）→橫琴新家園→創新方東門→K2荔枝灣→華發首府→保利國際廣場南塔（路口點）→中海名鑽→勵駿龐都廣場 往橫琴口岸方向中途不設任何停靠站點 | 橫琴口岸開： 14:30 ／15:30／17:00／18:30／19:30／20:30／21:30 勵駿龐都廣場開： 15:00／16:00／17:30／19:00／20:00／21:00／22:30 | 固定班次                                                    |
| 2023年1月22日 （橫琴新春煙花匯演）                                                                                 | 十字門珠海國際會展中心觀演區專線 | 富華里                 | ↔      | 珠海國際會展中心     | 珠海國際會展中心     | 北山（華發商都） | 橫琴口岸開： 19:00／19:30／20:00／20:20 珠海國際會展中心開：21:20／21:30                                                       | 固定班次 無需預約                                           |
| 2023年1月22日 （橫琴新春煙花匯演）                                                                                 | 十字門珠海國際會展中心觀演區專線 | 珠海體育中心東門       | ↔      | 珠海國際會展中心     | 珠海國際會展中心     | | 珠海體育中心東門開： 18:20-19:55 珠海國際會展中心開：21:20-21:50                                                               | 去程每5分鐘一班；返程每1分鐘發車一次，滿人即走 無需預約     |
| 2023年1月22日 （橫琴新春煙花匯演）                                                                                 | 橫琴金融島觀演區專線             | 勵駿龐都廣場           | ↔      | 金融島公交臨時停車點 | 金融島公交臨時停車點 | | 去程：19:45／20:00／20:15／20:30 回程：21:20／21:50                                                                            | 固定班次 無需預約                                           |
| 2023年1月22日 （橫琴新春煙花匯演）                                                                                 | 橫琴金融島觀演區專線             | 橫琴長隆國際海洋度假區 | ↔      | 金融島公交臨時停車點 | 金融島公交臨時停車點 | 橫琴客運碼頭 橫琴新家園 橫琴國際商貿中心 | 去程：19:30／19:40／19:50／20:00／20:10／20:20／20:30 回程：21:20／21:25／21:30／21:35                                         | 固定班次 無需預約                                           |
| 2023年2月18日- 19日 （橫琴天沐河草地音樂節）                                                                       | 橫琴環島線                       | 橫琴口岸（南二門）     | ↔      | 橫琴天沐河賽艇公園   | 橫琴天沐河賽艇公園   | 勵駿龐都廣場 創新方商場東門公交點 | 橫琴口岸開： 14:30-19:00 橫琴賽艇公園開： 22:00-23:20                                                                          | 每10分鐘一班，滿人即走                                      |
| 2023年2月18日- 19日 （橫琴天沐河草地音樂節）                                                                       | 大學城線                         | 北理工（公交車站）     | ↔      | 橫琴天沐河賽艇公園   | 橫琴天沐河賽艇公園   | 寧堂（北師大） | 橫琴口岸開： 14:10-14:40、16:10-16:40（10分鐘一班） 橫琴賽艇公園開： 18:30-20:00（半小時一班）、22:40（4班）                   | 固定班次，需預約乘車                                        |
| 2023年3月24- 26日 （澳門‧橫琴藝墟）                                                                                | 橫琴環島線                       | 橫琴口岸（南二門）     | ↔      | 珠海長隆2號停車場    | 珠海長隆2號停車場    | 濠江路口（創業谷） 橫琴新家園 橫琴客運碼頭 | 橫琴口岸開： 14:00-21:30 勵駿龐都廣場開： 20:15-22:30                                                                          | 去程每30分鐘一班； 返程每15分鐘一班                         |
| 2023年4月15日 （青春向未来·纵'琴'欢乐音乐节）                                                                      | 琴澳跨境專線                     | 澳門街坊總會           | ↔      | 珠海長隆5號停車場    | 珠海長隆5號停車場    | 澳門新葡京酒店 氹仔中央公園（成都街） 橫琴口岸南二門（往珠海方向）／橫琴澳方口岸B3跨境侯車點（往澳門方向） | 澳門開： 10:00／12:00／13:00／14:00／15:00／17:00 橫琴開： 18:00／19:00／20:00／21:00／22:35／22:45                            | 固定班次，需預約                                            |
| 2023年4月15日 （青春向未来·纵'琴'欢乐音乐节）                                                                      | 富華里‧南屏華發商都線            | 富華里                 | ↔      | 珠海長隆5號停車場    | 珠海長隆5號停車場    | 北山（華發商都） | 去程：13:30-19:00；回程：21:30-23:20                                                                                           | 去程每半小時一班；回程每十分鐘一班 無需預約，採取先到先得制 |
| 2023年4月15日 （青春向未来·纵'琴'欢乐音乐节）                                                                      | 體育中心直通線                   | 珠海體育中心東門       | ↔      | 珠海長隆5號停車場    | 珠海長隆5號停車場    | | 去程：13:30-19:00；回程：21:30-23:20                                                                                           | 去程每半小時一班；回程每十分鐘一班 無需預約，採取先到先得制 |
| 2023年4月15日 （青春向未来·纵'琴'欢乐音乐节）                                                                      | 橫琴島內線                       | 橫琴口岸               | ↔      | 珠海長隆5號停車場    | 珠海長隆5號停車場    | 勵駿龐都廣場 橫琴新家園 | 去程：13:00-19:00；回程：21:30-23:20                                                                                           | 每十分鐘一班 無需預約，採取先到先得制                       |
| 2023年4月15日 （青春向未来·纵'琴'欢乐音乐节）                                                                      | 大學城線                         | 北理工公交站           | ↔      | 珠海長隆5號停車場    | 珠海長隆5號停車場    | 寧堂公交站（北師大） | 去程：13:00／13:10／13:20／13:30／13:40／14:10／14:20／14:30；回程：20:30／21:00／21:30／22:00／22:30／22:40／22:50／23:00     | 固定班次 無需預約，採取先到先得制                           |
| 2023年7月7／15／22／29日 2023年8月5／12／19／26日 Br>（2023橫琴天沐河盛夏音樂會）                                  | 音樂會專線                       | 橫琴口岸（南二門）     | ↔      | 橫琴天沐河賽艇公園   | 橫琴天沐河賽艇公園   | 勵駿龐都廣場 橫琴新家園 橫琴客運碼頭 創新方商場東門公交點 | 橫琴口岸開： 17:00-18:40 橫琴賽艇公園開： 19:30-20:20                                                                          | 每50分鐘一班                                                |
| 2023年9月28日- 10月3日 （第二屆橫琴天沐河水舞光影秀 《我們的橫琴》）                                               | 水舞光影秀活动专线               | 橫琴口岸（南二門）     | ↔      | 橫琴天沐河賽艇公園   | 橫琴天沐河賽艇公園   | 城軌橫琴站（勵駿龐都廣場） 創新方商場東門公交點 | 橫琴口岸開： 15:30-19:15 橫琴賽艇公園開： 18:45-22:20                                                                          | 每15分鐘一班                                                |
| 2024年6月29日-8月18日每周六、周日運行（2024橫琴天沐河盛夏音樂會）                                                  | 橫琴線                           | 橫琴口岸（南二門）     | ↔      | 橫琴天沐河賽艇公園   | 橫琴天沐河賽艇公園   | 創新方 橫琴客運碼頭 城軌橫琴站 | 橫琴口岸開： 17:30、18:00、18:30、19:10 橫琴賽艇公園開： 20:30、21:30                                                          | 固定班次                                                    |
| 2024年6月29日-8月18日每周六、周日運行（2024橫琴天沐河盛夏音樂會）                                                  | 跨境線                           | 澳門街坊總會           | ↔      | 橫琴天沐河賽艇公園   | 橫琴天沐河賽艇公園   | 新葡京酒店 氹仔中央公園 橫琴口岸 花海長廊 天沐河 | 澳門開： 11:00、15:00；橫琴開： 14:00、19:00                                                                                   | 固定班次                                                    |

## 現況
- “横琴号”跨境民生专线於2023年开通春节班次，在大年初一及初二平均上座率達80%，累计服务近800人次。[28]